# À l'aube du septième sens
À l'aube du septième sens est un roman écrit par Jérôme Manierski et paru en 2008 aux Éditions Les Nouveaux Auteurs. Ce roman d'aventures initiatique a remporté le Coup de Cœur du Président du Jury Paulo Coelho lors du Prix Femme Actuelle du Roman de l'été 2008. Il s'est vendu à plus de 6 600 exemplaires sur sa première année de parution.

## Le roman

### Présentation générale

#### Accroche
Maxime Berger, éminent physicien du CERN, échappe de justesse à un mystérieux agresseur qui tente de mettre la main sur sa récente et étonnante découverte. Dans son exil, le scientifique adresse par courrier un message de détresse à son frère Phil lui indiquant le moyen de le retrouver. Une course contre la montre s’ensuit pour ce dernier : à peine parti à sa recherche, il se retrouve vite confronté à la police suisse chargée d’enquêter sur la disparition de Maxime.
Contre toute attente, le périple de Phil prend alors une étrange tournure de quête initiatique. Des rencontres insolites vont l’obliger à remettre en question ses croyances et ses certitudes. Il découvre comment l’art, la religion, les sciences classiques et méditatives sont autant de voies susceptibles de révéler la nature subtile de l’être humain et ses possibilités inexploitées. 

## Autour du roman

### Récompense et histoire de la publication
À l'aube du septième sens a été envoyé par Jérôme Manierski dans le cadre d'un appel à manuscrit lancé par Femme Actuelle pour trouver le « roman de l'été 2008 ». Un comité de lecture grand public de 300 membres a été composé par le magazine et une maison d'édition associée, Les Nouveaux Auteurs, et celui-ci a été placé sous la présidence de Paulo Coelho pour élire le lauréat du concours. C'est au Cercle du silence de David Hepburn, qu'a été décerné le Grand Prix du Roman de l'été Femme Actuelle 2008. À l'aube du septième sens, pour sa part, a reçu le prix du Président du Jury, Paulo Coelho, certainement réceptif à la dimension spirituelle du roman. Plébiscité par le comité de lecture, il est paru le 12 juin 2008 aux Éditions Les Nouveaux Auteurs. 

### Ventes
10 000 exemplaires vendus depuis sa parution en 2008.

### Documentation
- (fr) « Roman de l'été 2008 - À l'aube du septième sens, Jérôme Manierski », Femme Actuelle.
- (fr) « 2 coups de cœurs », article de Brigitte Kernel, Femme Actuelle n° 1238, page 86.
- (fr) « Les Prix littéraires du printemps », émission Noctiluque présentée par Brigitte Kernel, interview de l'auteur à propos du roman et critique, France Inter, 9 juin 2008.